# Maison du 8 rue des Croisiers à Caen
La maison du 8 rue des Croisiers est un édifice situé à Caen, dans le département français du Calvados, en France. Elle est inscrite au titre des Monuments historiques.

## Localisation
Le monument est situé au no 8 de la rue des Croisiers, dans le centre-ville ancien de Caen.

## Historique
La porte d'entrée et les deux lucarnes de la première moitié du XVIIe siècle sont inscrites au titre des Monuments historiques depuis le 13 avril 1928.
En octobre 2023, l’assemblée générale de copropriété du bâtiment demande son évacuation à la suite d'une étude qui conclut à une fragilité de la structure pouvant aboutir à la destruction du monument.

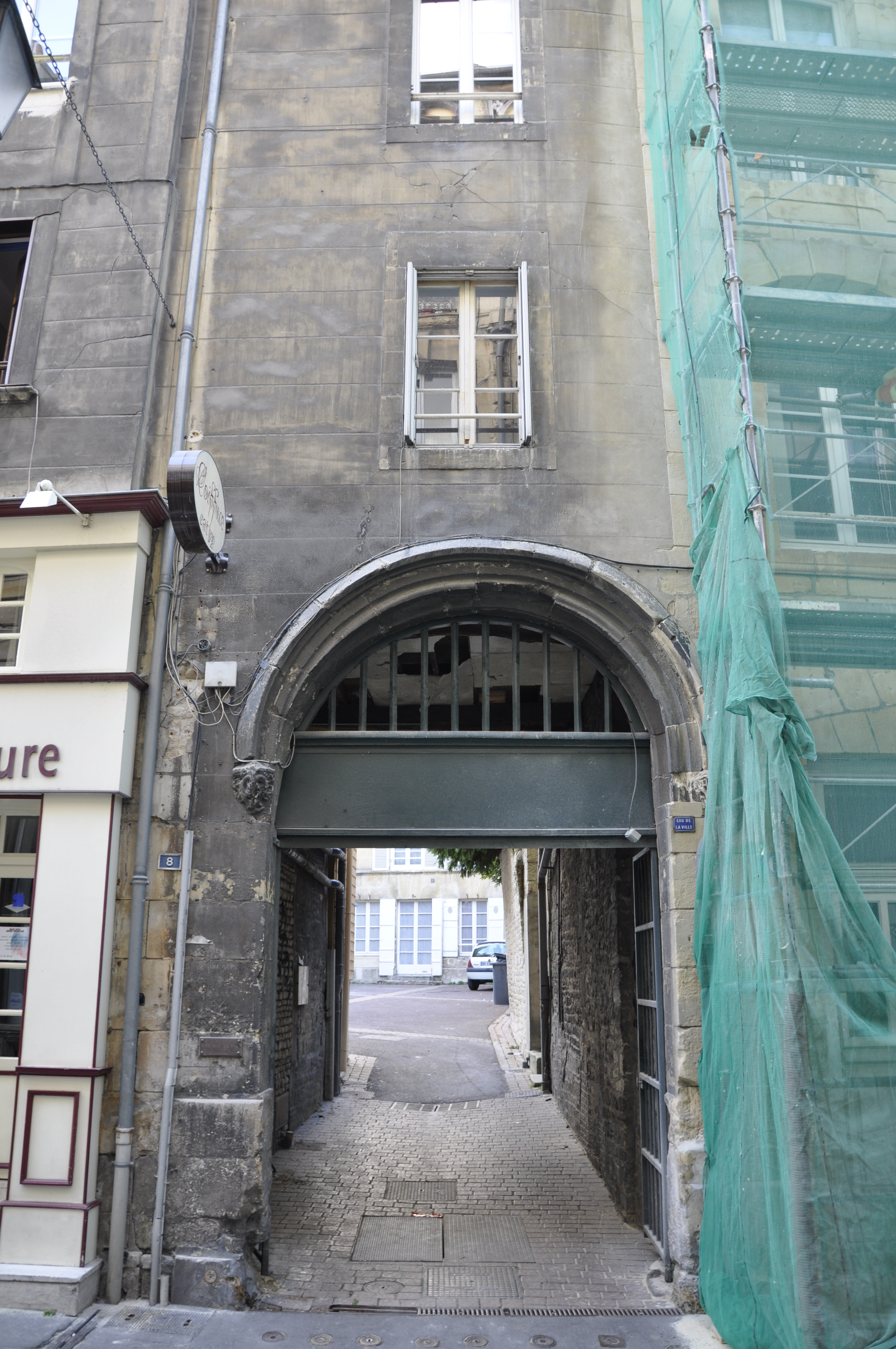
Entrée sur rue avant restauration.
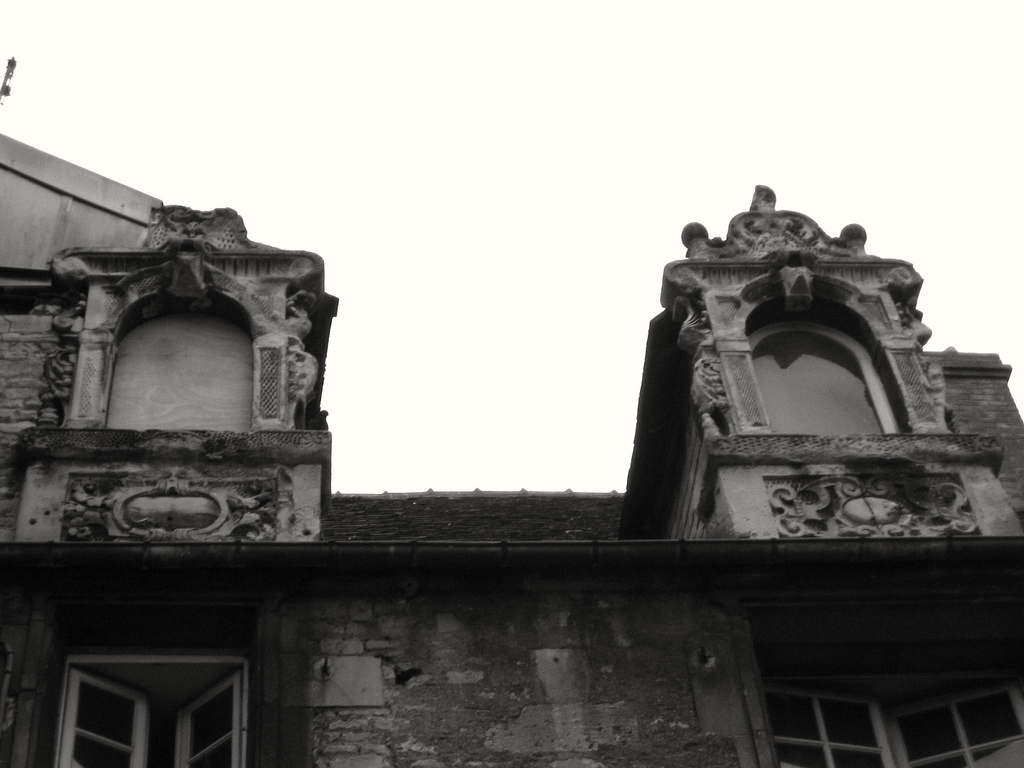
Lucarnes, sur cour, avant restauration.
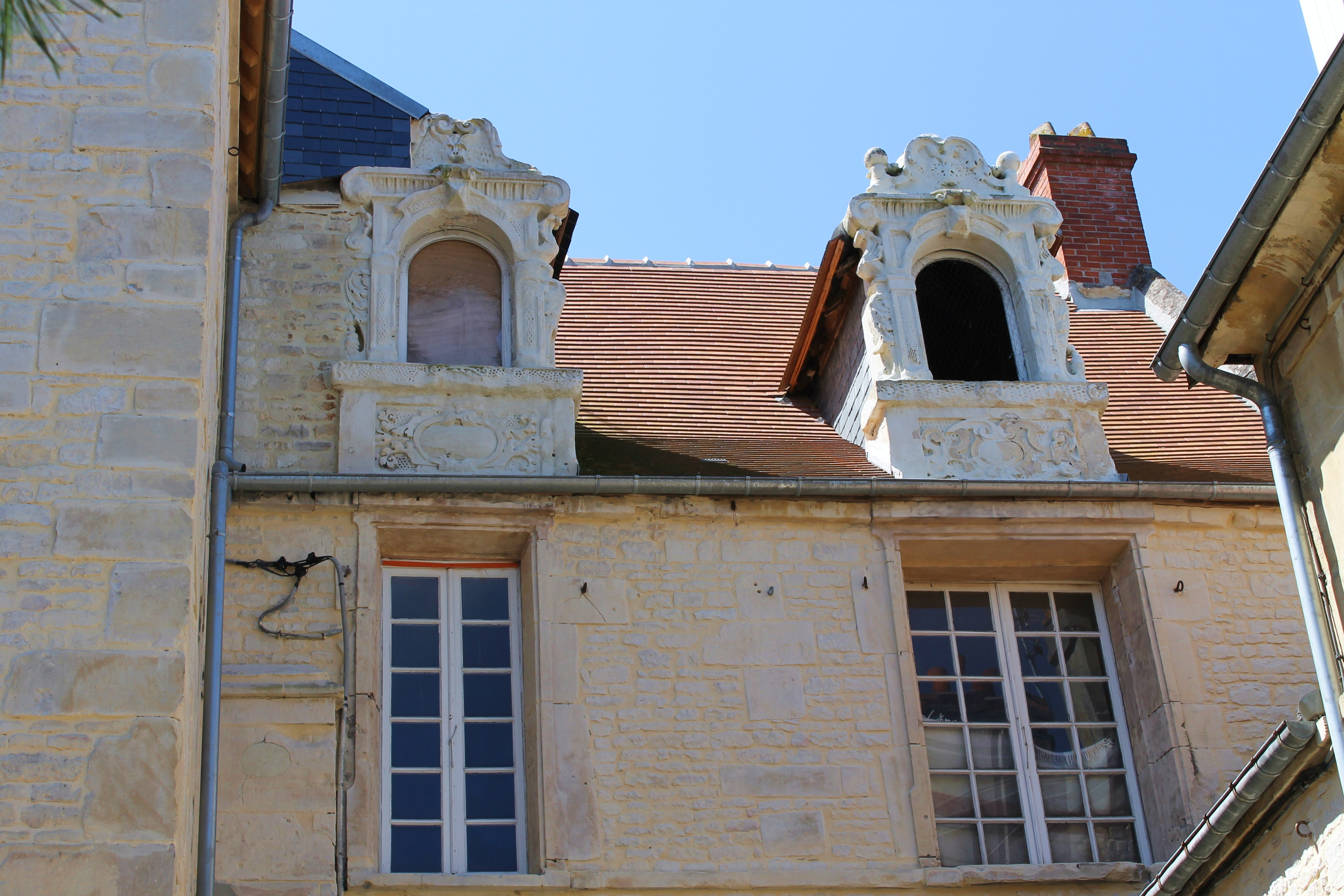
Lucarnes, sur cour, après restauration.